# Angiolo Giuseppe Fronzoni

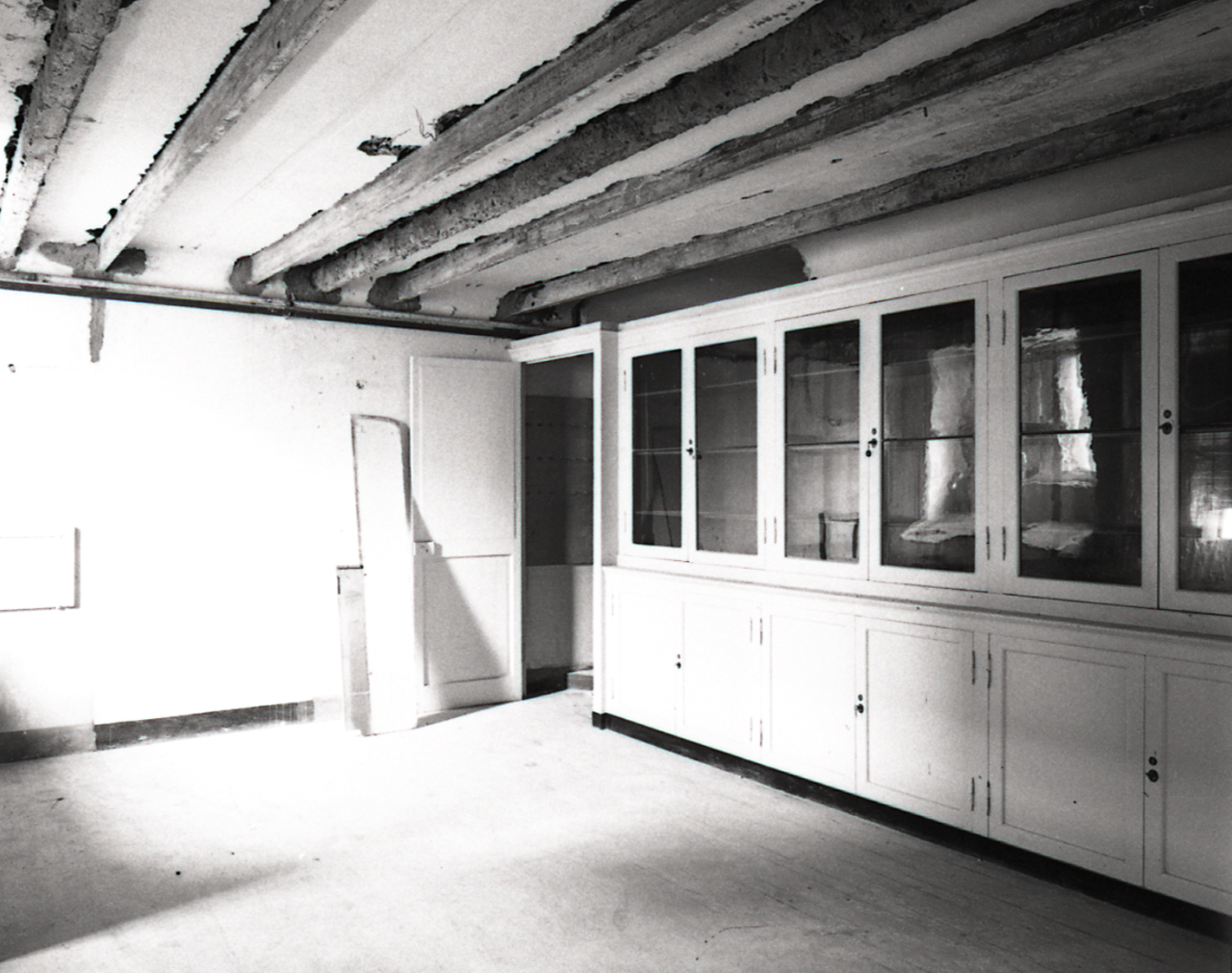
Restaurierung des Palazzo Balbi für das Istituto Storia dell'Arte. Architekt Fronzoni, Genua 1967.

Angiolo Giuseppe Fronzoni (* 5. März 1923 in Pistoia, Italien; † 8. Februar 2002 in Mailand), bekannt als AG Fronzoni, war ein italienischer Grafikdesigner, Industriedesigner, Architekt, Verleger und Lehrer.

## Leben und Werk
Fronzoni war Autodidakt. 1945 eröffnete er in Brescia (Italien) sein eigenes Studio, das sich auf Verlagswesen, Grafikdesign, Industriedesign, Ausstellungsdesign und Architektur spezialisierte. Zwei Jahre später gründete er die Kunst- und Literaturzeitschrift Punta in Brescia, die er bis 1965 herausgab und grafisch gestaltete. 1956 zog mit seinem Studio nach Mailand. Von 1965 bis 1967 war er Herausgeber und Grafikdesigner der Architekturzeitschrift Casabella in Mailand.
1964 entwarf er die vielbeachtete, weil minimalistische Möbelserie Fronzoni 64. Die Betten, Stühle, Tische und Sofas der Möbelserie zeichnen sich durch lineare und geometrische Formen aus und waren für zahlreiche Designer wegweisend.
1966 arbeitete er an der Restaurierung des historischen Palazzo Balbi-Senarega in Genua mit und sorgte für dessen Umwandlung in den Standort des Instituts für Kunstgeschichte.
Fronzoni gestaltete zahlreiche Plakate für Kunstausstellungen in Galerien und Museen. Zu seinen bekanntesten zählt das Fontana-Plakat aus dem Jahr 1966 für die Galerie La Polena in Genua, in dem er die geschlitzte Leinwand in den Bildern Lucio Fontanas typografisch zitiert.
Fronzoni unterrichtete seit 1967 an verschiedenen Bildungseinrichtungen, wie z. B. an der Società Umanitaria in Mailand, am Istituto d’Arte von Monza und am Istituto Delle Industrie Artistiche in Urbino. 1982 gründete Fronzoni seine eigene Gestaltungsschule in Mailand, die er bis 2001 leitete.

## Zitate
„Entwerfen ist kein Beruf, Entwerfen ist eine Existenzweise, eine Art, sich mit dem Leben in Beziehung zu setzen, eine Wahl, sich in bestimmter Weise zu verhalten.“
„In meiner Arbeit verwende ich, von wenigen Ausnahmen abgesehen, so gut wie gar keine Farben; meine Sprache ist schwarz-weiß. Doch das Schwarz-Weiß beraubt uns nicht der Farben – es markiert die extremen Pole eines Raums, der sie enthält und in sich birgt. […] Die Farbe ist in uns; die Farbe sind wir selbst.“
Über seine Mitarbeit an der Restaurierung des Palazzo Balbi sagte er:
„Ich war damals überzeugt – und bin es noch heute – daß das Nebeneinander von Altem und Neuem zu einem fruchtbaren Dialog führen kann – allerdings nur dann, wenn man den Mut hat, sie radikal miteinander zu konfrontieren.“